# Albatross-Gletscher
Der Albatross-Gletscher ist ein Gletscher am Mount Bird auf der antarktischen Ross-Insel. Er fließt südlich des Prion-Gletschers.
Das New Zealand Antarctic Place-Names Committee nahm 1989 die Umbenennung des ursprünglich als Quaternary Glacier bezeichneten Gletschers vor. Namensgeber ist die Vogelfamilie der Albatrosse.